# Монітори типу «Чародейка»

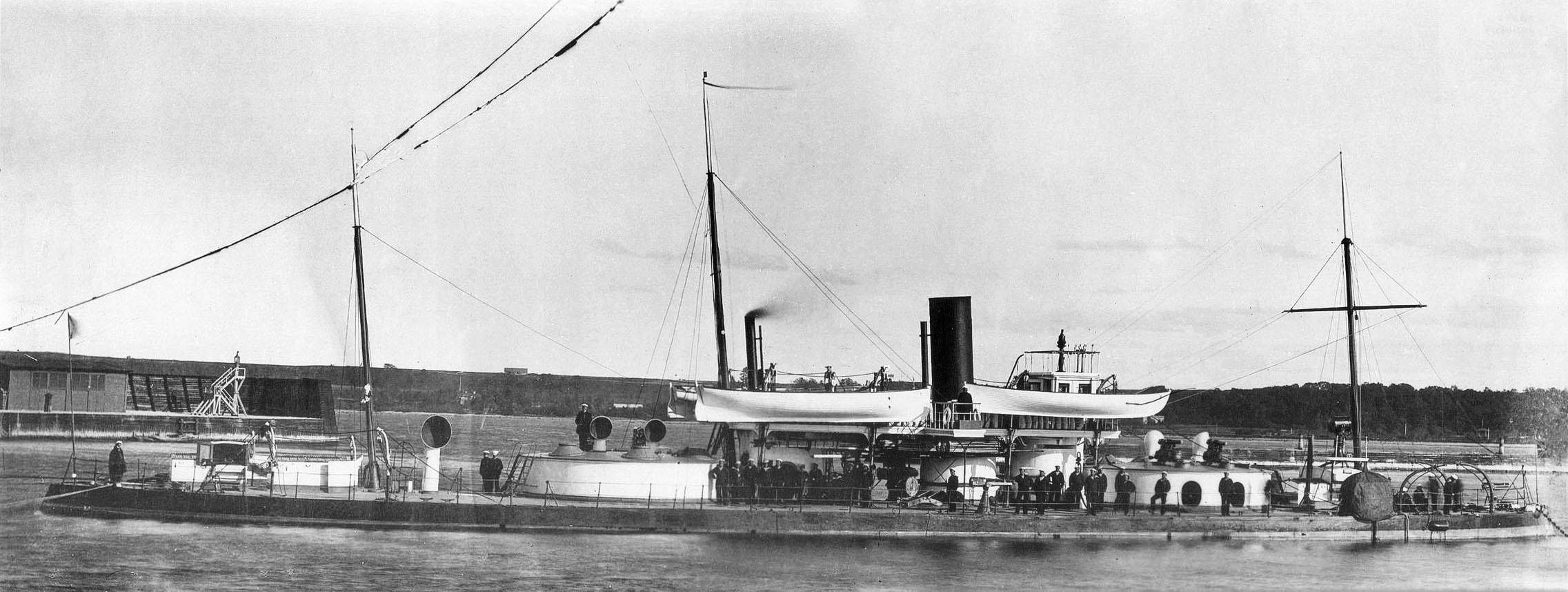
Монітор «Чародейка»

Монітори типу «Чародейка» — два монітори, побудованих для Російського імператорського флоту наприкінці 1860-х років — друге покоління російських броненосців після моніторів типу "Ураган". Офіційно класифікувалися як двобаштовий броненосний човен рос. двухбашенная броненосная лодка.

## Конструювання та опис
Наприкінці 1863 року, російська Адміралтейств-рада розпочала планування другого покоління броненосців, з кращими характеристиками, ніж мали броненосці першого покоління, які знаходилися у процесі побудови та визначила вимоги до них 12 листопада — двогвинтові, з низьким надводним бортом, спроможні здійснювати плавання у Балтійському морі. Вони мали бути озброєні 15-дюймовими (381 міліметровими) гладкоствольними гарматами Дальгрена та захищені бронею до 6 дюймів (152 мм). Ще навіть до того, як було прийнято рішення щодо вибору конструкції, у березні 1864 року Адміралтейство вирішило замовити вісім моніторів різних типів. Британський суднобудівник Чарльз Мітчелл (англ. Charles Mitchell) запропонував чотири варіанти конструкції. З цих варіантів обрали найпростішу конструкцію. Кораблі мав побудувати С. Г. Кудрявцев, якому надали потужності державної корабельні на Галерному острові Санкт-Петербурга. Крім того, Адміралтейство зобов'язалося надати озброєння, броню, котли та машини для нових кораблів.
Монітори типу «Чародейка» були значено більшими за попередників типу «Ураган». Довжина корабля від носу до гвинта вздовж ватерлінії складала 62,8 метри. Бімс корабля був 12,8 метри, а його максимальна осадка — 3,84 м. Проектна водотоннажність кораблів складала 1 912 тон, проте вони виявились перевантаженими і реальна водотоннажність склала 2100 тон. Монітори були оснащені тараном у формі леза плуга, який мав довжину 1.2 метри від носа корабля. Монітори мали подвійне дно та водонепроникні перебірки, що розділи внутрішній простір монітора на 25 приміщень. Їх екіпаж складався з 13 офіцерів і 171 інших членів команди (станом на 1877).
Кораблі мали надводний борт лише 0,6 метра. Тому їхні палуби часто заливало навіть при помірному хвилюванні. Вони страждали від хитавиці і були дуже неповороткими, часто не реагуючи на штурвал, доки стерно не поверталося на 20 градусів. Монітори були оснащені трьома залізними щоглами, імовірно з косими вітрилами, які використовувалися не стільки для забезпечення руху, скільки стабілізація корабля.

### Двигуни
Кораблі мали дві прості парові машини з горизонтальними двигунами прямої дії, побудовані заводом Чарльза Берда у Петербурзі. Машини приводили у рух два чотирилопатеві гвинти діаметром 2,59 сантиметрів. Машини розміщувалися у єдиному відсіку. Їх забезпечували парою два котли з тиском 1,6 атмосфер. Двигуни забезпечували загальну потужність у 875 індикативних кінських сил, що дозволяло  розвивати максимальну швидкість у 8,5-9 вузлів (15,7-16,7 км/год) під час випробувань. Кораблі мали також допоміжний паровий двигун для забезпечення вентиляції та роботи наносів. Монітори типу «Чародейка» несли  250 тон вугілля, водночас запас ходу їх невідомий.

### Озброєння
Передбачалося, що монітори будуть озброєні чотирма нарізними 9-дюймовими (229 міліметровими) гарматами Обухівського заводу у Санкт-Петербурзі. Різні палубні надбудови та вентиляційні труби перешкоджали веденню вогню прямо по курсу  або назад. Сектор обстрілу кожної башти становив приблизно 150° у кожен бік.  Труднощі при виробництві гармат і затримка з будівництвом самих моніторів змусили Адміралтейство змінити озброєння у задній башті на дві 15 дюймових (380 мм) гладкоствольних дульнозарядних гармати Родмана. Їх замінили іншою парою 9-дюймових нарізних гармат у 1871 році. Вони, у свою чергу, були замінені у 1878—79 на дві більш потужні та з довшим стволом 9-дюймові гармати Обухівського заводу. Корабель ніс по 75 снарядів на кожну гармату.
Легку артилерію проти міноносців встановили на моніторах у 1870-х, водночас інформація про її кількість, калібр та місце розташування є неповною. «Чародейка» отримала три чотирифунтові 86 міліметрові гармати, змонтовані по дві на дахах башт головного калібру. Натомість «Русалка» мала лише три таки гармати, відповідно на задній башті була встановлена лише одна. Також відомо про встановлення на монітори 45-міліметрових  швидкострільних гармат Енгстрьома (Engström), 47 міліметрових морських та 37 міліметрових  QF револьверних гармат Гочкісса та 25,4 міліметровими (одно-дюймовими) кулеметами Норденфельта.

### Броня
Монітори типу «Чародейка» мали повний броньований пояс по ватерлінії з кованого заліза, який становив від 114 міліметрів у центральній частині корабля і знижувався до 83 міліметрів на кормі та 95 — на носі. Пояс мав висоту 2,29 метри вище, і 1,68 метра нижче ватерлінії. Броня була підкріплена 300 до 460 мм тика. Башти мали 140 мм броні, також підкріплену підкладкою тику, і товщиною 4,5 дюйма. У середній частині корабля палуба мала товщину 1 дюйм, хоча вона зменшувалась до 0,25-0,5 дюймів на кінцях корабля.

## Кораблі
| Ім'я      | Походження імені | Будівник                                             | Замовлено     | Закладено     | Спущено на воду | Введений у стрій |
| --------- | ---------------- | ---------------------------------------------------- | ------------- | ------------- | --------------- | ---------------- |
| Чародейка | Чарівниця        | Суднобудівний завод Галерний острів, Санкт-Петербург | 26 січня 1865 | 6 червня 1866 | 12 вересня 1867 | 1869             |
| Русалка   | Русалка          | Суднобудівний завод Галерний острів, Санкт-Петербург | 26 січня 1865 | 6 червня 1866 | 12 вересня 1867 | 1869             |

## Будівництво та служба
Монітори мали бути поставлені до 27 травня 1867 року, але будівництво було затримано через тяганину з доставкою креслень, броні, змінами конструкції, які були зроблені під час будівництва, та передчасною смертю Кудрявцева у серпні 1865 року. Контракт був переданий Мітчеллу, який завершив монітори у 1869 році, через два роки після запланованої дати постачання. Кораблі обійшлися у суму 762 000 рублів кожен. Обидва кораблі провели всю свою кар'єру з Балтійським флотом. У червні монітор «Чародейка» отримав діру в корпусі на 8,5 метрів, коли він налетів на непозначену на карті скелю у Фінській затоці. Кораблю довелося викинутись на берег, аби попередити затоплення. У березні 1870 року монітор був призначений в артилерійський навчальний загін Балтійського флоту, а пізніше «Чародейка» була призначена для забезпечення навчального мінного (торпедного) загону.
Обидва монітори були перекласифіковані у  броненосці берегової оборони 13 лютого 1892 року. Монітор «Русалка» затонув у штормі 7 вересня 1893 року під час подорожі між Ревалем (Таллінн) і Хельсінгфорсом (Гельсінкі). Внаслідок катастрофи загинув весь екіпаж — 177 осіб. Незважаючи на потужні пошуки, єдині знайдені сліди — це одне тіло і деякі уламки, які винесло на берег. «Чародейка» залишалася на озброєнні до 31 березня 1907 року, коли вона була передана до порту Кронштадт для утилізації. Корабель був виключений зі списків флоту 7 квітня і був остаточно розібраний у 1911—1912 роках.
Залишки монітора «Русалка» було виявлено 22 липня 2003 року в Фінській затоці на 25 кілометрів на південь від Гельсінкі, спільною експедицією Естонського морського музею та комерційної дайвінг-компанії «Tuukritööde OÜ». Уламки переважно неушкоджені, але укриті рибальськими сітками, які об них зачепилися. Кормова башта, однак, випала з корабля.